# Huracán Elena (1985)
El huracán Elena fue un huracán del Atlántico que produjo fuertes daños a través de la costa del Golfo de los Estados Unidos en agosto y septiembre en la temporada de huracanes en el Atlántico de 1985. Fue la quinta tormenta tropical, cuarto huracán, y primer huracán mayor de la temporada, Elena se formó cerca de Cuba a partir de una onda tropical.

## Historia meteorológica

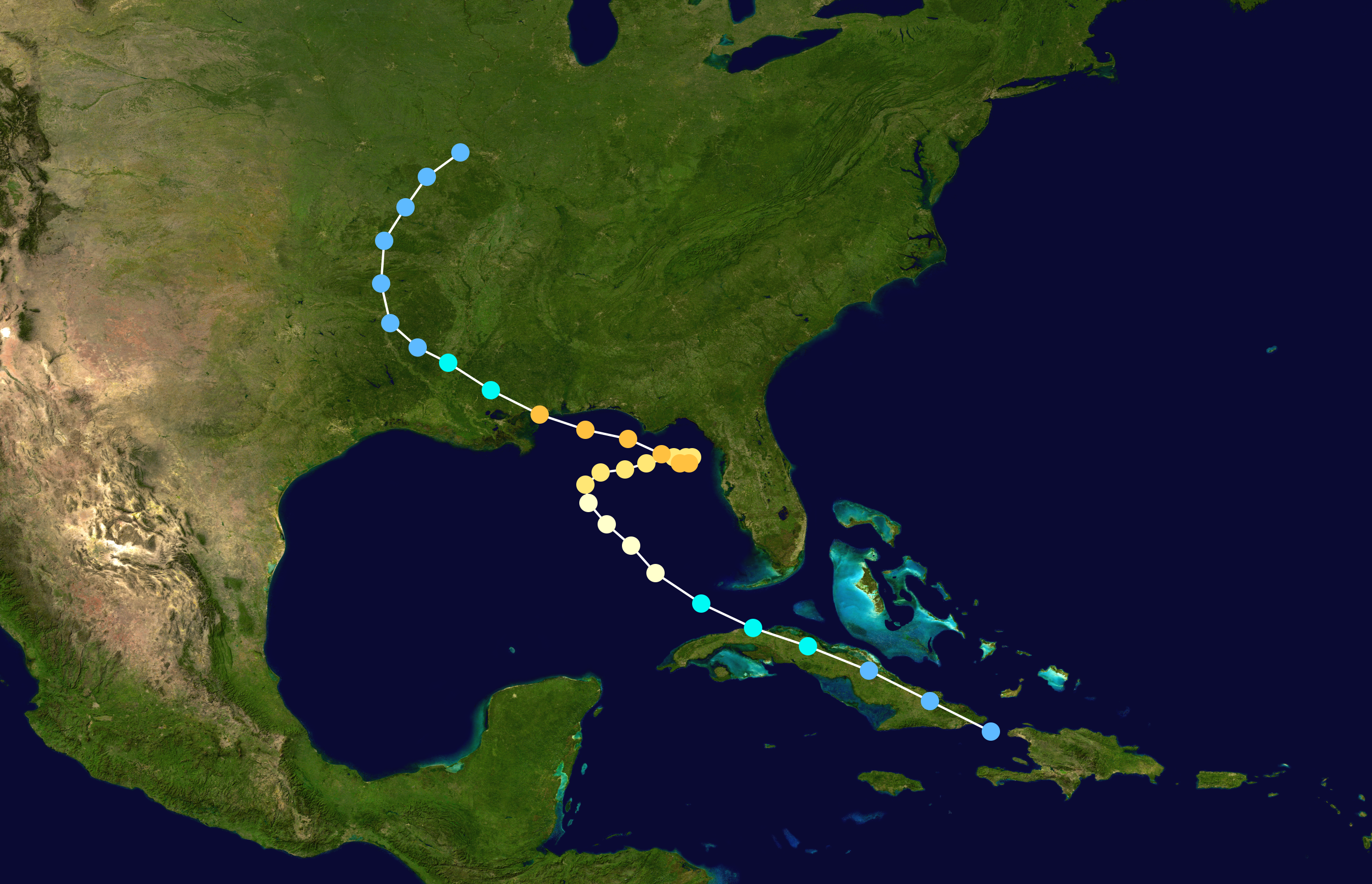
Trayectoria del huracán Elena, perteneciente a la temporada de huracanes en el Atlántico de 1985, siguiendo los colores de la escala de huracanes de Saffir-Simpson.